# Argentinischer Film
Der argentinische Film hat eine lange Tradition, die bis ins späte 19. Jahrhundert zurückreicht und wichtiger Bestandteil der Landeskultur ist. Die Filmindustrie des 20. Jahrhunderts brachte viele Schauspieler und Regisseure hervor, die den argentinischen Film zu einem der wichtigsten in der spanischsprachigen Welt machten.

## Stummfilmzeit
Nur ein Jahr nach dem Debüt in Paris wurde am 18. Juli 1896 im Teatro Odeón in Buenos Aires das „Lumière Cinématographe“ gezeigt. Nur vier Monate später wurden die ersten argentinischen Filme gezeigt, es handelte sich um drei Kurzfilme, die Sehenswürdigkeiten in Buenos Aires zeigten. Aus patriotischen Gründen wird heute La bandera argentina von Eugène Py und Federico Figner (Fred Figner) als erster in Argentinien gedrehter Film angesehen, der Anfang 1897 als vierter Kurzfilm produziert wurde. Unklar ist, ob der im heutigen Tschechien geborene Figner die drei anderen Filme ebenso gedreht hat. 1900 entstand der erste Dokumentarfilm des in Frankreich geborenen Eugène Py (Viaje del Doctor Campos Salles a Buenos Aires, deutsch: „Die Reise des Dr. Campos Salles nach Buenos Aires“). 1901 eröffneten die ersten Kinos in Argentinien.
In der Folgezeit experimentierten viele Künstler mit diesem neuen Medium. Themen wurden aus der argentinischen Geschichte und Literatur genommen. Dazu gehört Nobleza Gaucha von 1915, der von Martín Fierro inspiriert war. 1917 spielte der Tangomusiker Carlos Gardel im Film Flor de durazno mit. Ein bekannter Regisseur der 1920er Jahre war José A. Ferreyra. In vielen seiner Werke traten zwei der damals populärsten Stars (Alvaro Escobar und Elena Guido) auf. Gegen Ende der 1920er Jahre wurde oft auch der Tango durch Begleitung, später im Originalton eingebunden.

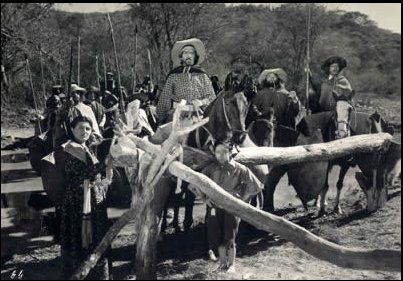
Francisco Petrone (1902–1967) in La guerra gaucha (1942)

## 1930er bis 1950er
Die Einbindung von Ton in Filme hatte große Auswirkungen auf das argentinische Kino. Der erste Tonfilm wurde 1930 produziert, 1931 wurde der erste Film, der „Vitaphone“ benutzte, hergestellt. Der Produzent José Agustín Ferreyra inspirierte damit andere Regisseure, ebenfalls Tonfilme zu schaffen. 1933 kam das „Movietone Sound System“ nach Argentinien, dieses erlaubte sowohl Sprache als auch Musik im Film. Auch die ersten kinematographischen Studios wurden gegründet. Neben den kommerziellen Kinos gab es Kinoclubs, die auch Avantgarde-Filme zeigten. Populäre Schauspieler der 1930er Jahre waren u. a. Amelia Bence, Tito Lusiardo, Aida Alberti, Armando Bó, Floren Delbene, Arturo García Buhr und Tita Merello, die in Casamiento en Buenos Aires die Hauptrolle innehatte. Manuel Romero war ab ca. 1935 einer der berühmtesten Regisseure des Landes und arbeitete oft mit Luis Sandrini zusammen.

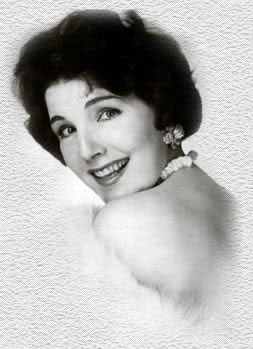
Libertad Lamarque, die in 21 argentinischen und 45 mexikanischen Filmen mitspielte, in denen sie oft Tangos sang

In den 1930ern und 1940ern schufen 5000 Künstler durchschnittlich 42 Filme pro Jahr und machten Argentinien zu einer der führenden Filmindustrien und Filmexportländer weltweit. Der Schwerpunkt lag auf populären und politischen Themen mit sozialkritischem Anstrich. Dabei stand das Leben der städtischen Unter- und Mittelschicht im Mittelpunkt. Auch historische Themen wurden behandelt, so in La guerra gaucha (1942) von Lucas Demare über eine Episode des Unabhängigkeitskrieges 1817. Mauricio Kagel bezeichnete den Kinobesuch als argentinischen „Volkssport“. Eva Duarte, die spätere Eva Perón, spielte in Konkurrenz mit Libertad Lamarque eine Hauptrolle in dem Musikfilm La cabalgata de circo über eine wandernde Schauspielertruppe. Lamarque musste wegen eines Streits mit Evita 1946 das Land verlassen.
1944 verhängten die USA ein Zelluloid-Embargo über Argentinien, weil es im Zweiten Weltkrieg neutral geblieben war, tatsächlich aber, um die Hollywood-Produktionen in Lateinamerika zu verbreiten, und US-Firmen kauften argentinische Produktionsfirmen auf. Außerdem wurde viele Filme durch Recycling zwecke Aceton-Gewinnung zerstört. Daher wurden seit 1949 Filme durch die Cinemateca Argentina gerettet, archiviert und vorgeführt.
Auch wenn die Regierung mit einer Quotenregelung für ausländische Filme reagierte, begrenzten die zunehmende Beliebtheit seichter US-amerikanischer Filme, der Druck durch die katholische Kirche und die Zunahme von Zensur durch die Regierung Peróns das Wachstum der argentinischen Filmindustrie. Nicht zuletzt führten die Schikanen zum Exil einer Reihe bekannter Schauspieler. Das abnehmende Interesse an einheimischen Filmen führte 1957/58 zur Gründung des „Instituto Nacional de Cinematografía“, dessen Aufgabe es nach mexikanischem Vorbild u. a. war, Filme zu finanzieren. Die Erfindung des Fernsehens, in Argentinien mit dem „Canal 13“ 1951 eingeführt, übte weiteren Druck auf die Filmindustrie aus.
Nach dem Sturz Juan Peróns 1955 entstanden Dokumentarfilme von Leopolde Torre Nilsson und Fernando Birri, die die politischen Ursachen des wirtschaftlichen Niedergangs Argentiniens analysierten.
Das Genre Horrorfilm, insgesamt eher weniger beachtet im argentinischen Kino, wurde von Narciso Ibáñez Menta mit seinen „Dracula“-Verfilmungen abgedeckt, die sowohl Kinogänger als auch Fernsehschauende wach hielten.

## 1960er und 1970er

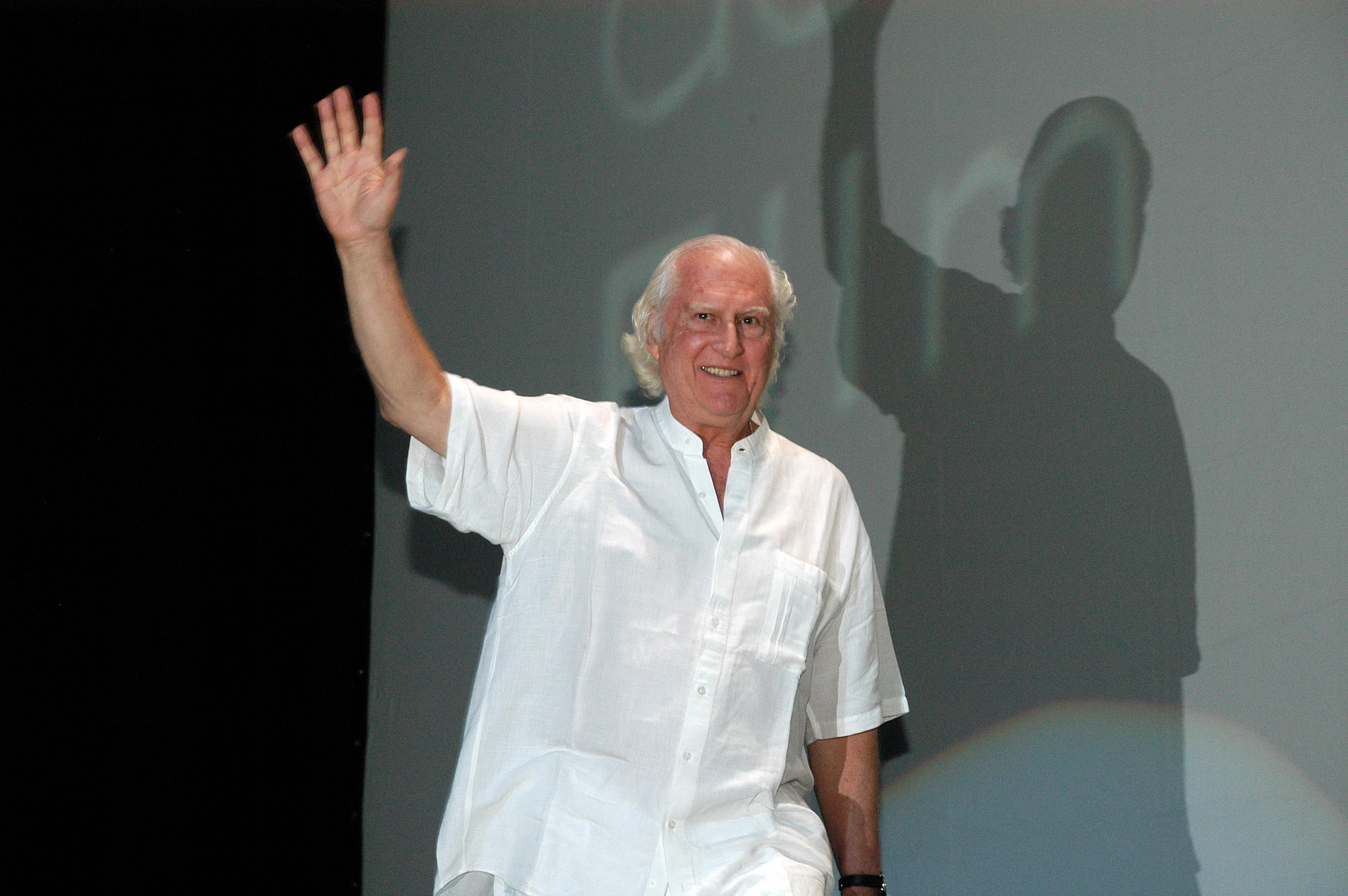
Fernando Pino Solanas, 2008

Ab den späten 1950er Jahren entwickelte sich eine neue Generation von Filmemachern sowohl technisch als auch ästhetisch so weit, dass argentinische Werke auch auf internationalen Festivals gezeigt wurden. Zu ihnen gehörten u. a. Victor Ayala und Fernando „Pino“ Solanas, der in seinen Filmen die Unruhen Ende der 1960er Jahre zeigte. Sein Dreiteiler La hora de los hornos („Die Stunde der Hochöfen“, 1968) war ein emblematischer Film über den Kampf gegen den Neokolonialismus. Andere Regisseure begnügten sich nicht mehr ausschließlich mit dem Drehen von Filmen, sondern schrieben auch selber die Drehbücher dazu. Alias Gardelito von 1961 befasste sich mit der Problematik, trotz Armut ein ehrliches Leben zu führen. Der Titel des Films spielt auf Carlos Gardel an, der musikalisches Vorbild für die Hauptfigur war. Oft wurden Filme auch in Zusammenarbeit mit Spanien produziert und es traten sowohl argentinische als auch spanische Künstler in ihnen auf. Ein populäres Genre der Zeit waren auch Slapstick-Filme.
Die schwierigen Zeiten führten auch zur Nostalgie, die von den Militärs gefördert wurde. Klassiker der Literatur wurden erneut verfilmt, darunter wieder das Nationalepos Martín Fierro (1968) von Lautaro Murua und La vuelta de Martín Fierro (1974). Ab ca. 1965 bis Anfang der 1970er wurden auch viele Sex-Komödien produziert und schockierten das Publikum mit einer bisher nicht gezeigten Menge nackter Haut.
In der zweiten Amtszeit Peróns wurde die Zensur 1973 wieder abgeschafft. Es kam zu einer erneuten kurzen Blüte des argentinischen Films. Die Innovation des Ciné Vérité in Frankreich beeinflusste auch argentinische Filmemacher wie Sergio Renán. Sein erster Film, Der Waffenstillstand (La tregua 1974), wurde 1975 gleich für einen Oscar als Bester internationaler Film nominiert. Ein weiterer Film, der die Aufmerksamkeit des argentinischen Publikums erreichte, war der Phantastische Film Nazareno Cruz y el lobo (1975) von Regisseur Leonardo Favio. In diesem Film verarbeitete Leonardo Favio eine Legende, die ein Teil der Guarani-Mythologie ist und Parallelen zu europäischen Werwolfsagen ausweist. Nazareno Cruz y el lobo lockte mehr als 3,4 Millionen Menschen in die Kinos und galt bis dato als erfolgreichster Film Argentiniens.
Die Militärdiktatur ab 1976 führte erneut zu Zensur, weshalb argentinische Filmemacher sich auf unbeschwerte, fröhliche Themen verlegten. Eines der bekanntesten Werke dieser Zeit ist La nona (Die Großmutter, 1979) von Héctor Olivera (* 1931). Die steigende  Verschuldung und die hohen Inflationsraten führten jedoch zu einem instabilen Wirtschaftsklima und ruinierten die argentinische Filmindustrie. Viele Filmemacher gingen ins Exil, während die Hollywoodimporte stark stiegen.

## 1980er und 1990er
Eine Lockerung der Zensur Anfang der 1980er führte zum „Schlammschlachten-Kino“, in dem Themen wie Korruption und Straflosigkeit angeprangert wurden, ohne direkt die derzeitigen Machthaber zu nennen. Andere Werke befassten sich mit der Verletzung der Rechte von Arbeitern. Mit der Rückkehr zur Demokratie und der Aufhebung der Zensur 1983 nahm auch die Beliebtheit von Slapstick- und Komödien-Filmen ab und ernstere Themen wurden bevorzugt. Auch die gerade erst überwundene Vergangenheit der Diktatur und des „Schmutzigen Kriegs“ wurde filmisch aufgearbeitet. Zu den bekanntesten Werken gehören der Oscarpreisträger 1986 La historia oficial (Die offizielle Geschichte) von Luis Puenzo sowie Süden – Sur und Los hijos de Fierro von Fernando Solanas. Eine zweite Gruppe von Filmen beschäftigte sich mit Exil und Heimweh, z. B. Fischermanns Los días de junio von 1985. Auch kontroverse Literatur und Geschichte des 19. Jahrhunderts wurde verfilmt, darunter auch Rantes - Der Mann, der nach Süden schaut (Hombre mirando al sudeste), eine Kurzgeschichte von Adolfo Bioy Casares, die 2001 als K-PAX – Alles ist möglich in den USA ein Remake erlebte.
1987 wurde das INC (später INCAA), das Nationale Institut für Kino und Audiovisuelle Kunst, gegründet, das seitdem 130 Art House-Filme in Spielfilmlänge produziert hat. Zwar wurde auch unter der neoliberalen Regierung von Carlos Menem 1989–1999 die Filmförderung fortgesetzt. Doch stiegen die Produktionskosten durch die Anbindung des Peso an den US-Dollar und die traditionellen Kinos leerten sich infolge der Konkurrenz durch Fernsehen, Video und US-amerikanische Multiplex-Kinos, die ihre hohen Eintrittspreise durchsetzen konnten.
Die 1990er erlebten eine Zeit des „Neuen Kinos“, geprägt u. a. von unabhängigen Produktionen. Themen wie Kriminalität, Existenzangst, Überleben, Entfremdung, Identitätssuche und unterdrückte Sexualität wurden Inhalt von Produktionen wie Adolfo Aristarains Ein Ort auf dieser Welt (Un lugar en el mundo) von 1992, der auch für einen Oscar nominiert wurde, Rapado von Martín Rejtman, aus dem gleichen Jahr oder Pizza, birra, faso (von Adrián Caetano und Bruno Stagnaro) und Mundo Grúa (Regie Pablo Trapero). Von Trapero stammen auch El Bonaerense und Nacido y Criado. Aber auch das reiche kulturelle Erbe des Landes inspirierte die Filmemacher, so wurde z. B. die Lebensgeschichte der Bildhauerin Lola Mora verfilmt. Auch die politische Geschichte blieb Gegenstand, darunter „Eva Perón“, eine Antwort auf Evita von Alan Parker.

## 2000 bis heute

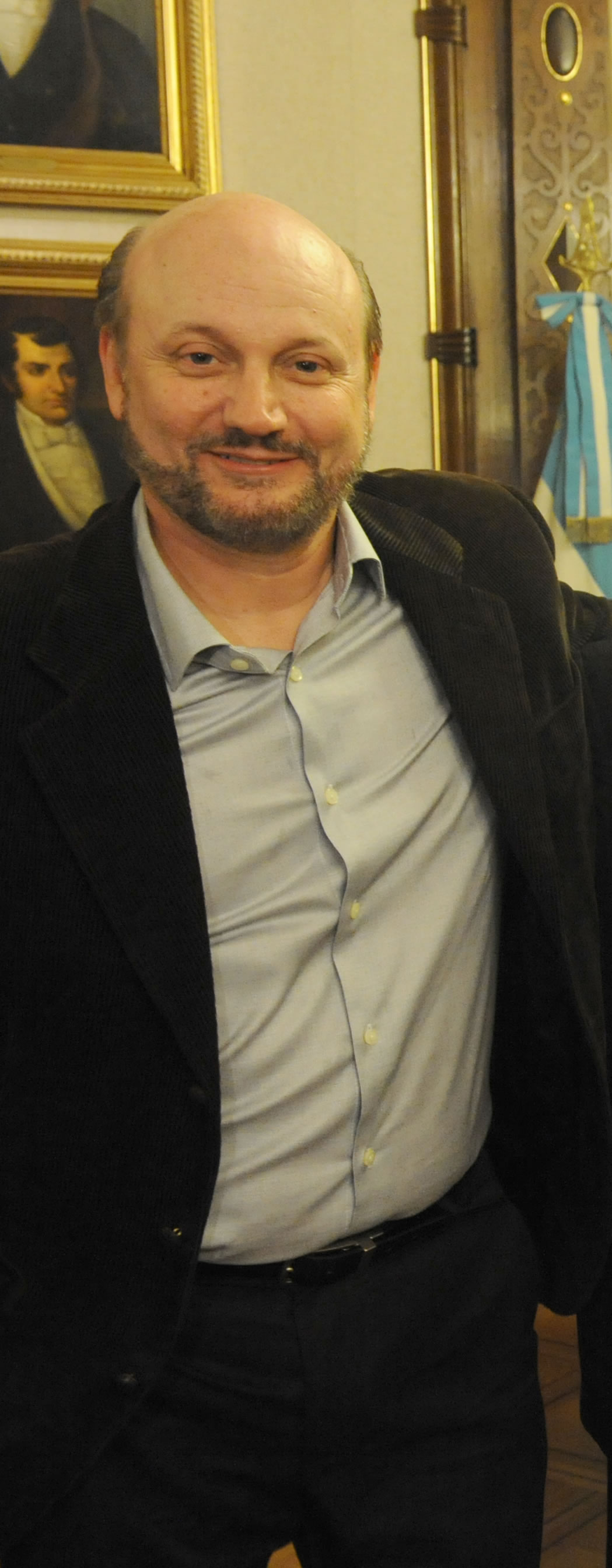
Juan José Campanella (2010)

Buenos Aires ist nach wie vor das Zentrum der argentinischen Filmindustrie. Das neue Jahrtausend begann jedoch mit der größten Wirtschaftskrise der Geschichte Argentiniens. Diese und ihre Auswirkungen auf die Menschen wurden in einer Anzahl von Filmen thematisiert, so in Memoria del Saqueo von Pino Solanas. Ab 2004 ging es vorübergehend wieder aufwärts, als Präsident Néstor Kirchner verkündete, ausstehende Filmförderungen der letzten drei Jahre nachzahlen zu wollen und keine Zollabgaben mehr für Filmmaterial zu verlangen. Die Abwertung des Peso seit 2001 brachte außerdem zahlreiche ausländische Produktionen ins Land, da die Produktionskosten gering waren.
Als Argentiniens Antwort auf Woody Allen wird Daniel Burman angesehen, der u. a. Esperando al Mesíah, El Abrazo Partido und Derecho de Familia gedreht hat. Fabián Bielinsky, von dem einer der bekanntesten argentinischen Filme, Nine Queens, stammt, hat auch Regie geführt bei El Aura, dem offiziellen Beitrag Argentiniens für den Academy Award 2006. Ebenfalls für den Oscar nominiert war Der Sohn der Braut (El hijo de la novia) von 2001. Im Jahr 2010 gewann In ihren Augen (El Secreto de sus ojos) von Juan José Campanella, der zuvor schon als Regisseur von TV-Serien bekannt wurde, den Oscar zum Besten fremdsprachigen Film. Die Hauptrollen des äußerst erfolgreichen Liebes- und Kriminalfilms, der vor dem Hintergrund der Militärdiktatur spielt, waren mit Ricardo Darín, Héctor Alterio und Norma Aleandro besetzt.
2007 erschienen eine Neuverfilmung des Nationalepos Martín Fierro von Liliana Romero und Norman Ruiz als Animationsfilm (Fierro). Die Komödie Chinese Take-Out („Chinese zum Mitnehmen“, 2011) von Sebastián Borensztein (* 1963) handelt von der interkulturellen Koexistenz eines argentinischen Händlers und eines gestrandeten Chinesen, den er bei sich aufgenommen hat.
Bekannte Regisseurinnen der letzten Zeit sind Lucrecia Martel, Sandra Gugliotta sowie Lucía Puenzo. Von Martel stammen u. a. La Ciénaga – Morast und La niña santa – Das heilige Mädchen, Gugliotta drehte Ein Glückstag (Un día de suerte). Lucía Puenzo, Tochter von Luis Puenzo, erhielt 2007 einen Preis in Cannes für ihren Coming-out-Film XXY. 2009 folgte ihr Film El niño pez („Das Fischkind“). Sabrina Farji (* 1964) führte Regie in Eva & Lola, für den sie den Publikumspreis des Internationalen Filmfestivals Mannheim-Heidelberg 2010 erhielt. Hier wie in „Das Fischkind“ spielte Mariela Vitale (* 1982) eine Hauptrolle.
Ebenfalls mit der Aufarbeitung der Militärdiktatur, nämlich mit dem Gerichtsverfahren gegen die Oberbefehlshaber, befasst sich der Film Argentinien, 1985 – Nie wieder von Santiago Mitre (Hauptdarsteller: Ricardo Darín) aus dem Jahr 2022, der zahlreiche Auszeichnungen erhielt und unter anderem für den Oscar 2023 nominiert wurde.
Derzeit werden in Argentinien jährlich etwa 15 bis 20 Spielfilme produziert, von denen die NCAA nur einen kleinen Teil fördert.

## Filmpreise
Der wichtigste argentinischen Filmpreis ist der Cóndor de Plata, der seit 1942 in mehreren Kategorien verliehen wird.